# ヘンリー・ジェニングス
ヘンリー・ジェニングス（Henry Jennings、 1745年没?）は、イギリスの海賊。ベンジャミン・ホーニゴールドなどと並んでニュープロビデンス島における海賊共和国の指導者的存在であった。

## 略歴

### 初期の人生
ジェニングスの生い立ちについてはよく分かっていないが、ジャマイカに土地を持つ裕福な人物であり、教育を受けた経験があると言われている。スペイン継承戦争においては私掠船を指揮していた。

### 海賊行為
ジャマイカ総督のアーチボルト・ハミルトンはジャコバイトであり、カトリック故に王位継承から退けられたジェームズ・スチュアートの信奉者であった。ハミルトンは民間の艦隊をジャコバイトの海軍として利用するため私掠船を集めており、その中の1隻ベルシェバ号の船長こそがジェニングスだったのである。
1715年、ハバナから出帆したスペインの船団がフロリダ湾でハリケーンに遭い、12隻ものガレオン船が沈没した。これらは1400万ペソもの価値があるピース・オブ・エイト銀貨を満載しており、ハバナの総督はただちに回収するための作業船を派遣した。ハミルトンはこの話を聞きつけ、ジェニングスに財宝の回収を命じた。ジェニングスは2隻の大型船と3隻のスループ船に300人もの船員を乗せて現場に直行し、回収した銀貨を警備していた守備隊を攻撃した。敵の数に圧倒された守備隊はパニックに陥り、銀貨35万枚をはじめ多くの財宝を残したまま森に逃げ込んでしまい、一味はこれらの財宝を奪い取った。この攻撃にはチャールズ・ヴェインも加わっていたとされる。
攻撃の後、一味は6万ペソ以上もの荷を満載してポルトベロからハバナへ向かうスペイン船を掠奪した。一味はこれらの戦利品を持ってジャマイカに向かったが、襲われたスペイン船がハバナ総督に事の次第を報告し、ジャマイカ総督に対して略奪品の返還を要求した。当時イギリスとスペインは条約によって平和関係にあったため、処罰されることを恐れた一味は再び海に乗り出すことになる。
ジャマイカから逃げ去った一味はスペインのみならずあらゆる国籍の船を攻撃し、拿捕した。さらにスペイン軍艦に掠奪された後でスループ船を与えられ放逐されていたログウッド採集船の乗組員たちを仲間に加えた。戦力を増強し、強大な集団と化した一味は安全な退避場所を探すことにし、プロビデンス島が拠点として選ばれた。
1716年、ジェニングスがプロビデンス島のナッソーに降り立った時、町はホーニゴールドを筆頭とした海賊たちの拠点となっていた。しかしジェニングスは卑しい身分であるホーニゴールドを見下し、ハミルトンからの私掠免許のない彼らの行為を私掠ではなく海賊行為であると見做して戦利品の船などを接収した。ジャマイカのハミルトンに戦利品を納めた後、ジェニングスはハミルトンの他の部下であるリー・アシュワース、ココア・ナッツ号のサミュエル・リデル、ディスカバリー号のジェームズ・カーネギーを仲間に加え、再びスペインの財宝の回収に向かった。ジェニングスはバイーヤ・ホンダに向かう途中で大型のフランス籍フリゲートサンマリー号を捕捉し、これを拿捕しようとしたが、ココア・ナッツ号のリデルはこれを非合法の海賊行為であると拒絶した。リデル抜きでは危険もあったサンマリー号への攻撃だが、そこに2隻のピローグ(快速の帆走カヌー)を指揮するサミュエル・ベラミーとポールスグレイブ・ウィリアムズが一味に加わり、襲撃は成功する。翌朝、ジェニングスは捕虜にしたフランス人の乗組員たちから「ひどく残忍な」と報告される拷問によって難破船から奪った3万枚のスペイン銀貨の在り処を白状させ、結果的に33,000ポンドの財宝を手に入れた。さらにジェニングスはサンマリー号の船長を脅迫し、これらの略奪行為は合法的なものであるという内容の手紙をハミルトン宛に書かせた。
一味が掠奪品を海賊船に移している最中、海賊たちはフランス人のカヌーを捕らえて近くのマリエル港にフランス商船マリアンヌ号が停泊していると聞き出す。話し合いの結果、ディスカバリー号とベラミーのピローグの1隻がマリアンヌ号の捕獲に向かうことになった。同時に、ココア・ナッツ号とリデル船長はこの海賊行為に嫌気が差し、一味から離脱してしまった。吉報を待っていたジェニングスたちだったが、そこにマリアンヌ号とそれを追跡するホーニゴールドの船が現れる。ジェニングスは自らの獲物を取られまいとベルシェバ号の錨を上げるが、なんと彼がホーニゴールドの追跡に向かっている間にベラミーとウィリアムズがサンマリー号の財宝をピローグに積み込んで逃走してしまったのである。ホーニゴールドの追跡に失敗したジェニングスはバイーヤ・ホンダにてベラミーたちの裏切りを知り、怒りのあまりマリエルから戻ったもう1隻のピローグをバラバラに破壊した。
4月、ジェニングスの私掠船団はナッソーに戻った。ジェニングスは港で休養していたが、ベルシェバ号の乗組員たちが反乱を起こし、サンマリー号から積荷を掠奪してしまった。仕方なく積荷の分配を許したジェニングスはサンマリー号を取り戻し、再び財宝船団の難破現場で掠奪を行い、ハミルトンのいるジャマイカに向かった。
ハミルトンを頼りにしていたジェニングスだったが、彼は苦境に立たされていた。本国で鎮圧されたジャコバイトの中にハミルトンの一族がいたことで政治的に微妙な立場となり、さらにハバナ総督やイスパニョーラ島のフランス政府からハミルトンが支援した私掠行為に関する苦情が相次いだ。そして7月、イギリス海軍HMSアドベンチャー号がジョージ1世からの命令を持ってジャマイカに到着した。命令とはハミルトンの逮捕であった。ハミルトンは鎖に繋がれて本国に連行され、代わりにピーター・ヘイウッドがジャマイカ総督に任命された。皮肉にもジェニングスたちの私掠行為によりハミルトンは失脚してしまったのである。ヘイウッド総督はただちに私掠船に関する調査を命令し、ジェニングスはジャマイカから去ることを決めた。8月には国王からの新たな布告が発せられ、ジェニングスの一味は正式に海賊であると断じられた。
ジェニングスはプロビデンス島に戻った。ジェニングスがヴェインを部下に持っていたように、ホーニゴールドは黒髭ことエドワード・ティーチ、サミュエル・ベラミーなどを従えていた。彼らは海賊の共同体を「フライング・ギャング」と自称して周辺の海域を荒らしまわった。フライング・ギャングたちの海賊行為は商人たちを混乱に陥れ、ノバスコシアからスパニッシュ・メインにいたる海路での大きな障害となった。商船は軍艦による護衛なしにはまともに航海が出来なくなったが、その費用は積荷の12.5%にもなったとされる。

### 恩赦と晩年
1717年9月5日、プロビデンス島における海賊行為に対処するため、イギリス国王ジョージ1世は海賊たちに赦免と引き換えにウッズ・ロジャーズ総督に投降するよう布告を出した。この布告はロジャーズがナッソーに到着する前に海賊たちに知れ渡り、海賊たちの間に大きな議論をもたらしたが、ジェニングスは投降することを決意した。ジェニングスとその意見に同調する者たちはバミューダのベンジャミン・ベネット植民地総督のもとに出頭し、赦免状を手に入れて海賊行為から足を洗った。これにはジェニングスの私掠船仲間だったアシュワースも含まれた。ところがジェニングスと長らく働いていたヴェインは別であった。ヴェインはジャコバイトの支持者であり、ジョージ1世に対する反抗心から恩赦を受ける気などさらさらなかったのである。後にヴェインが海賊行為を継続していることを知ったジェニングスは、ベネット総督から私掠免許を受け取り、かつての部下を逮捕しようとしたという。
海賊共和国が崩壊した後、ジェニングスとアシュワースは共にベネットからの免許をもとに私掠活動を行った。1719年にはベラクルス沖合にてスペインのブリガンティン船2隻とスループ船1隻を捕らえた。その私掠船からも引退した後は、バミューダでプランテーションのオーナーとして成功した。
その最期については不明であるが、家族と共に余生を送ったという他に、1745年にオーストリア継承戦争でスペイン人に捕われて獄中死したという説がある。
トレジャーハンターのハワード・ジェニングスは彼の子孫を自負している。

## 参考資料
- マーカス・レディカー(著)、和田光弘・小島崇・森丈夫・笠井俊和(訳)、『海賊たちの黄金時代:アトランティック・ヒストリーの世界』2014年8月、ミネルヴァ書房
- コリン・ウッダード(著)、大野晶子(訳)、『海賊共和国史 1696-1721年』2021年7月、パンローリング株式会社
- デイヴィッド・コーディングリ(編)、増田義郎(監修)、増田義郎・竹内和世(訳)、『図説 海賊大全』2000年11月、東洋書林
- チャールズ・ジョンソン(著)、朝比奈一郎(訳)、『海賊列伝(上)』2012年2月、中公文庫
- エリック・ジェイ・ドリン(著)、吉野弘人(訳)、『海賊の栄枯盛哀 悪名高きキャプテンたちの物語』2020年8月、パンローリング株式会社
- ロビン・ムーア、ハワード・ジェニングス（著）山本光伸（訳）『黄金伝説』1975年、角川書店。